# Teenage Cancer Trust
Teenage Cancer Trust è un'associazione benefica britannica che si occupa dei malati di cancro dai 13 ai 24 anni di età. Fondata nel 1990, fu registrata come associazione benefica il 29 maggio 1997.
L'associazione si occupa della raccolta fondi per la ricerca sul cancro e favorisce i rapporti tra i giovani affetti da questa grave malattia e gli altri pazienti ricoverati negli altri reparti o la società con eventi esterni. Teenage Cancer Trust garantisce sostegno anche a familiari ed amici dei malati e offre corsi gratuiti nelle scuole per informare gli studenti sul cancro nei giovani.
Ad oggi ha contribuito alla nascita di 28 unità operative in città quali Londra, Leeds, Liverpool, Birmingham, Sheffield, Newcastle, Manchester, Glasgow, Southampton, Edimburgo, Cardiff, Bristol, Cambridge, Hull, Leicester, Nottingham e Wirral.

## Eventi
Dal 2000 l'associazione organizza un evento benefico annuale alla Royal Albert Hall di Londra, con alcuni tra i più celebri nomi della musica britannica. Tra i curatori dell'evento vi sono Pete Townshend e Roger Daltrey degli Who e Noel Gallagher, ex membro degli Oasis.

## Sostenitori
Tra i sostenitori di Teenage Cancer Trust figurano Ash, Noel Gallagher, Kasabian, Suede, Stereophonics, Glenn Tipton, McFly, Ronnie Wood, Chris Martin, The Specials, Muse, The Fratellis, Noel Fielding, Jimmy Page,  Russell Brand, Paul Weller, Them Crooked Vultures, Steve Cradock, Duffy, Arctic Monkeys, Bullet for my Valentine, Florence and the Machine, VV Brown, Antony and the Johnsons, Seth Lakeman, Kate Rusby, Fairport Convention, Fightstar, The Blackout, Depeche Mode, Tinie Tempah, Jessie J, Biffy Clyro, Editors, Beady Eye, Mathew Horne, One Direction, James Corden, The Vamps e Duran Duran.
Tra le celebrità che hanno sostenuto la causa benefica vi sono Joe McElderry, Frank Lampard, Holly Willoughby, Gerald Scarfe, Jameela Jamil, Jorgie Porter, Carlo Ancelotti e Harry Judd.
Tra le associazioni vicine al TCT vi sono The FA, The Body Shop, Text Santa, The Dallaglio Foundation, MandMDirect.

### Stephen Sutton
Nell'aprile 2014 il diciannovenne Stephen Sutton, malato di cancro del colon-retto, è stato nominato membro dell'Ordine dell'Impero Britannico per essere riuscito a raccogliere oltre 4 milioni di sterline per Teenage Cancer Trust.